# Gefle Dagblad
Gefle Dagblad (GD) är en liberal dagstidning i Gävle och Sandviken, grundad 1895. Tidningen ägs av Bonnierkoncernen och ingår i affärsområdet Bonnier News Local.
Sommaren 2015 publicerade Gefle Dagblad en serie artiklar som beskrev kopplingar mellan Gävle moské, radikal islamism och Islamiska Staten.  Två av moskéns församlingsmedlemmar polisanmälde GD för förtal dels av församlingens imam samt förtal av en ungdomsledare i församlingen, men Justitiekanslern valde att inte väcka åtal då han inte ansåg att tidningen uttryckt sig tillräckligt allvarligt.
I september 2015 bombhotades redaktionen av en kvinna som krävde att en artikel om imamen Abo Raad skulle avpubliceras, men polisen hittade ingen bomb i tidningens lokaler.

## Ledning
Chefredaktörer/ansvariga utgivare:
- 1895–1896 Theophil Petersson
- 1896–1919: Karl Magnus Lindh[5]
- 1919[6]–1951: Jonas Modén
- 1951–1968: Erik Brandt (1904–1977)[7][8]
- 1968–1988: Per Hilding (1923–2014)[9]
- 1988–2004: Robert Rosén (född 1944)
- 2006–2011: Christina Delby Vad-Schütt (född 1945)
- 2011–2014: Maria Brander
- 2014–2018: Anna Gullberg (född 1970)[10]
- 23 april 2018 meddelades att Anders Ingvarsson (född 1975) blir tillförordnad chefredaktör. Han har samma funktion på Mittmedias tidningar i Hälsingland.
- 2019–: Katarina Ekspong[11]

Fram till 1951 var chefredaktören även vd i Gefle Dagblads AB. Modén kvarstod som vd några år efter att han avgått som chefredaktör, därefter har vd varit:
- Nils Kindenberg, 1953[13]–1978[14]
- Anders Bjurstedt, 1978[15]–1981[16]
- Kjell Sundin, 1981[17]–1990
- Jan Cahling, 1990–2003

2003–2013 gavs Gefle Dagblad och Arbetarbladet ut av det gemensamma bolaget GävleTidningar AB, vars verkställde direktörer var:
- Jan Cahling, 2003–2004
- Lena Munkhammar, 2004[18]–2008
- Pär Fagerström, 2008–2010
- Tomas Grönberg, 2010[19]–2013